# Drumul Carului
Drumul Carului – wieś w Rumunii, w okręgu Braszów, w gminie Moieciu. W 2011 roku liczyła 135 mieszkańców.